# Desoxiribonucleòtid

Imatge de la desoxiribosa, la molècula que crea la diferència química i estructural entre l'ADN i l'ARN.

Els desoxirribonucleòtids són els monòmers que constitueixen l'ADN. Són un tipus de nucleòtids:
- Una base nitrogenada (un compost cíclic amb àtoms de nitrogen). Pot ser adenina, timina, citosina o guanina.
- Un, dos, o tres grups fosfat. Els monofosfats són les unitats que formen el DNA, mentre que els trifosfats són el substrat a partir dels quals s'obté el DNA.
- Una pentosa (monosacàrid de cinc carbonis), en aquest cas la desoxiribosa.

La gran diferència entre un ribonucleòtid i un desoxirribonucleòtid es troba en la molècula de sucre (ribosa i desoxiribosa, respectivament).